# Museu d’Art Contemporani de Barcelona

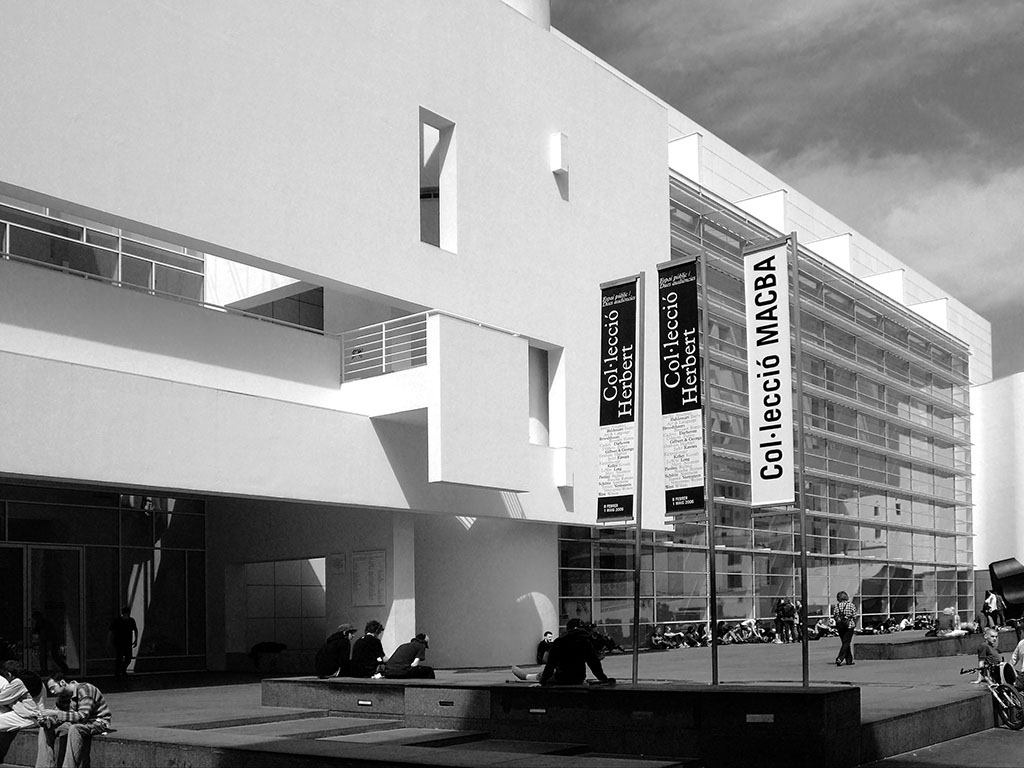
Museu d'Art Contemporani de Barcelona

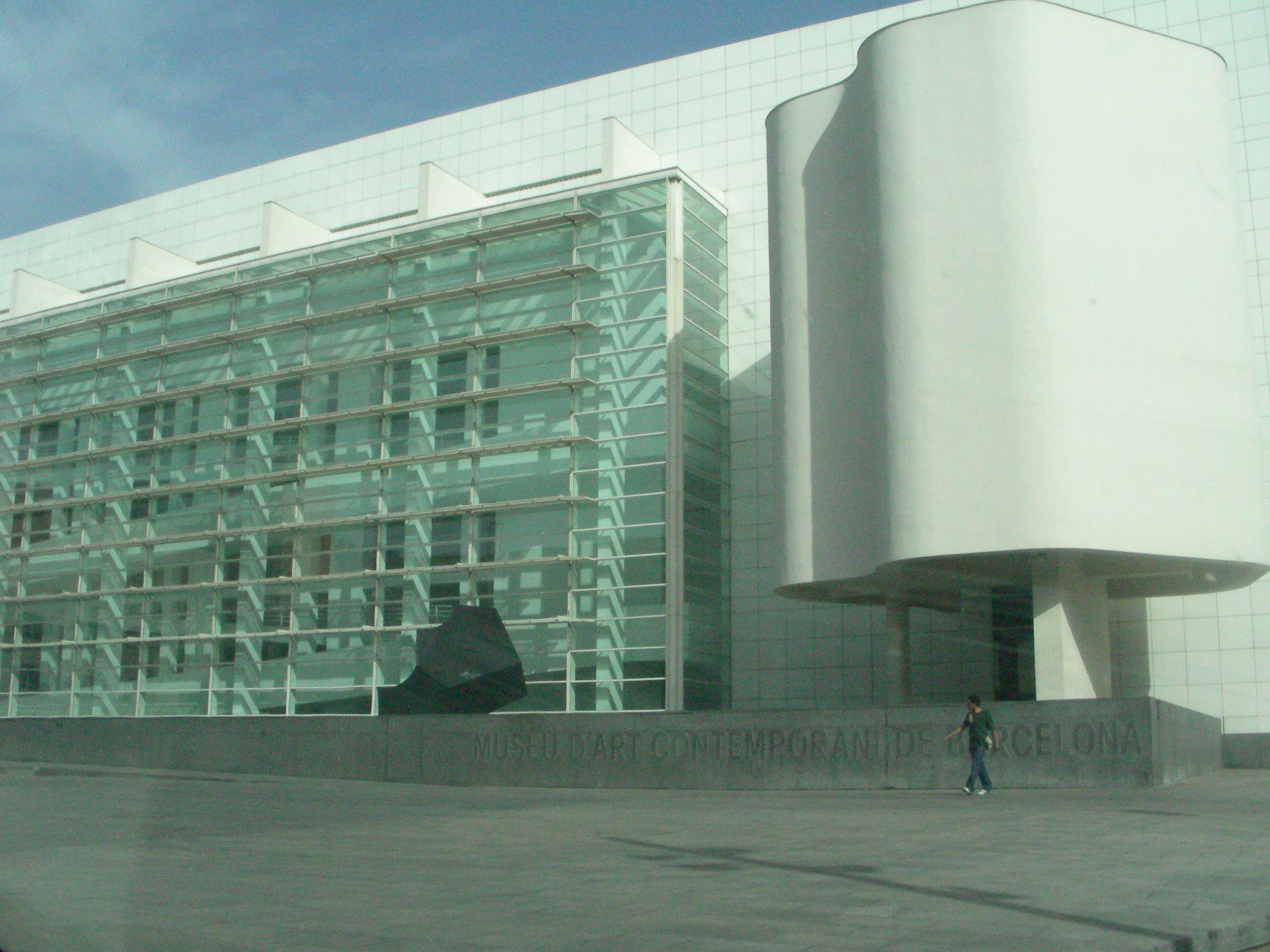
MACBA

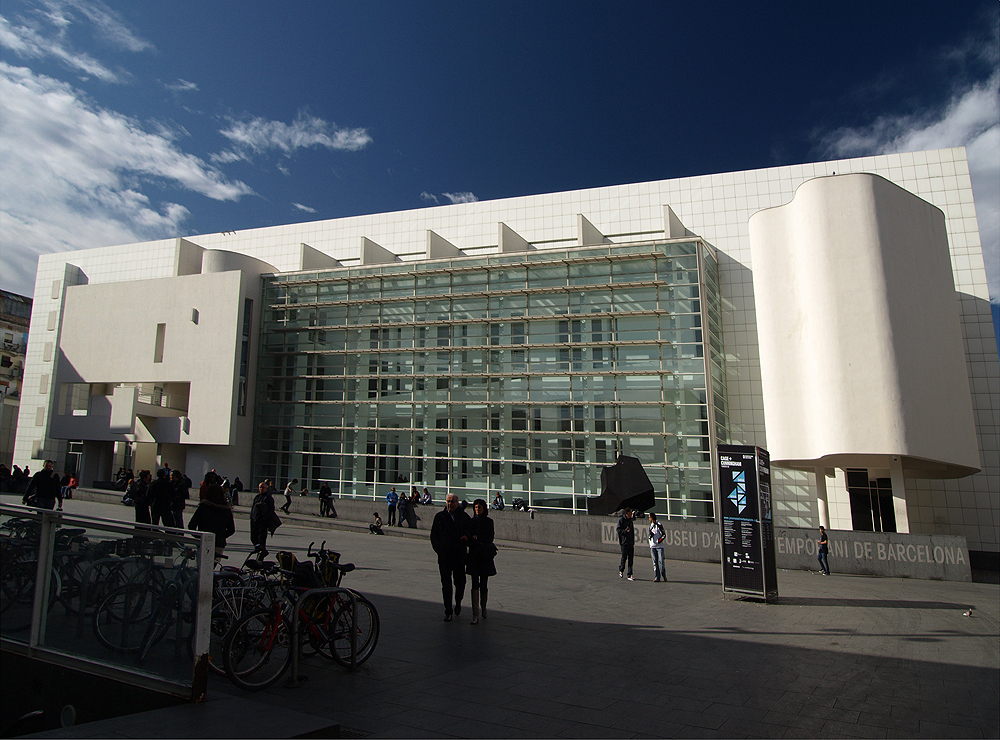
MACBA

Museu d'Art Contemporani de Barcelona (sp. Museo de Arte Contemporáneo de Barcelona) är ett spanskt konstmuseum.
Museu d'Art Contemporani de Barcelona (MACBA) ligger vid Plaça dels Àngels i El Raval, Ciutat Vella i Barcelona och invigdes i november 1995.

## Historik
Konstkritikern Alecandre Cirici Pellicer bildade 1959 en grupp samtida konstnärer, vilken arrangerade en serie på 33 utställningar i syfte att grundlägga en samling samtida konst för ett museum för samtida konst i Barcelona. År 1986 anlitade Barcelonas stadsstyre det amerikanska arkitektkontoret Richard Meier & Partners för att rita ett förslag till ett museum och året därpå instiftades MACBA-stiftelsen. När det senare började byggas fanns fortfarande ingen konstsamling.

## Samling
Museu d'Art Contemporani de Barcelonas samling omfattar konst från mitten av 1900-talet och framåt. Samlingen består främst av katalansk och övrig spansk konst.